# جيروم هيلمان
جيروم هيلمان (بالإنجليزية: Jerome Hellman)‏ هو منتج أفلام ومخرج أمريكي، ولد في 4 سبتمبر 1928 في نيويورك في الولايات المتحدة.

## وصلات خارجية
- جيروم هيلمان على موقع IMDb (الإنجليزية)
- جيروم هيلمان على موقع الموسوعة البريطانية (الإنجليزية)
- جيروم هيلمان على موقع ألو سيني (الفرنسية)
- جيروم هيلمان على موقع أول موفي (الإنجليزية)
- جيروم هيلمان على موقع قاعدة بيانات الأفلام السويدية (السويدية)
- جيروم هيلمان على موقع قاعدة بيانات الفيلم (الإنجليزية)
- جيروم هيلمان على موقع كينوبويسك (الروسية)